# K3 (musikgrupp)
K3 är en belgisk-nederländska musikgrupp med en nederländsk språklig pop repertoar bestående av Hanne Verbruggen, Marthe De Pillecyn och Julia Boschman. Förutom musik är de också centrala i många biofilmer, tv-serier och musikaler. K3:s distinkta stil och ikonicitet bygger på det faktum att alla tre tjejerna för det mesta bär samma outfit och traditionellt är rödhåriga, brunett och blondin. Under loppet av sin karriär har K3 byggt upp ett utrymme i holländsk och belgisk popkultur och blivit en av de mest framgångsrika grupperna från Benelux.
Gruppens namn syftar på de första bokstäverna i namnen på gruppens första medlemmar, Kelly Cobbaut, Karen Damen och Kristel Verbeke. Under åren har det varit flera sångare, inklusive Kathleen Aerts, Josje Huisman och Klaasje Meijer.
K3 grundades av Niels William. 2002 anlitade produktionsbolaget Studio 100 K3. Sedan starten, 1998, har Miguel Wiels tillsammans med Alain Vande Putte och Peter Gillis skrivit musik för gruppen.

## Medlemmar
Nuvarande
- Hanne Verbruggen (2015-nutid)
- Marthe De Pillecyn (2015-nutid)
- Julia Boschman (2021-nutid)

Tidigare medlemmar
- Kelly Cobbaut (1997)
- Kathleen Aerts (1998-2009)
- Karen Damen (1997-2015)
- Kristel Verbeke (1997-2015)
- Josje Huisman (2009-2015)
- Klaasje Meijer (2015-2021)

## Diskografi
För hela diskografi se: K3 discography

### Studioalbum
- 1999 – Parels
- 2000 – Alle Kleuren
- 2001 – Tele-Romeo
- 2002 – Verliefd
- 2003 – Oya lélé
- 2004 – De Wereld Rond
- 2005 – Kuma Hé
- 2006 – Ya Ya Yippee
- 2007 – Kusjes
- 2009 – MaMaSé!
- 2011 – Eyo!
- 2012 – Engeltjes
- 2013 – Loko Le
- 2015 – 10.000 Luchtballonnen
- 2016 – Ushuaia
- 2017 – Love Cruise
- 2018 – Roller Disco
- 2019 – Dromen
- 2020 – Dans van de Farao
- 2021 – Waterval
- 2022 – Vleugels
- 2024 – Het lied van de zeemeermin